# محول تفاضلي خطي التغير

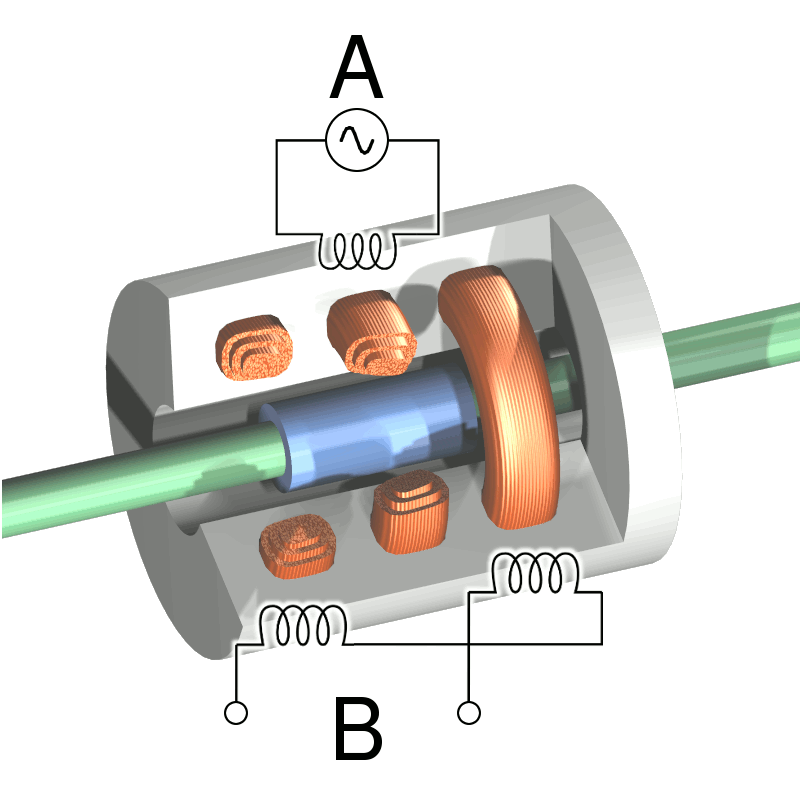
منظر مقطعي للال في ديدتي LVDT. يتدفق التيار في الملف الاتبدائي A, متسببا في تولد تيار بالحث في الملف الثانوي B.

المحول التفاضلي خطي التغير (بالإنجليزية: linear variable differential transformer)‏ اختصاراً LVDT، هو أحد أنواع المحولات الكهربائية المستخدمة في قياس الإزاحة الخطية. يتألف المحول من ثلاثة ملفات (سولونويدات) موضعة بشكل نهاية نهاية حول انبوب اسطواني. يمثل الملف الأوسط القسم الرئيسي (الملف الابتدائي) بينما الملفان الطرفيان القسم الثانوي (الملف الثانوي). ينزلق قضيب اسطواني مصنوع من مواد فيرومغناطيسية داخل الملفات بشكل يتناسب طرديا مع الجسم المتحرك والمراد قياس إزاحته (يتم ذلك بواسطة ربط هذا القضيب مع الجسم المتحرك).

## مبدأ العمل
عندما يمر تيار متردد في الملف الابتدائي سينشأ عنه فرق جهد بالحث في كلا الملفين الثانويين. غالبا مايكون تردد هذا التيار بحدود 1 - 10 كيلوهرتز.
وعندما يتحرك القلب (القضيب) ستتغير الممانعة المتبادلة بين الملفين مسببة تغير في الجهد المستحث في الجزء الثانوي. لما كان الملفين الثانويين موصلين تسلسليا بشكل عكسي ينتج عنه فرق جهد تفاضلي بين جهدي الملفين الثانويين ومن هنا جاءت التسمية «محول تفاضلي». عندما يكون القضيب أو القلب في الوسط تماما يصبح خرج المحول التفاضلي (الفرق بين جهدي الملفين الثانويين) صفرا.
وعند إزاحة القلب في إتجاه معين يبدأ هذا الفرق بالظهور تدريجيا وبشكل يتناسب طرديا مع قيمة الإزاحة بسبب زيادة الجهد في أحد الملفين على حساب الآخر ويكون هذا الجهد نفسه عند عكس الإزاحة في الاتجاه الآخر ولكن بقطبية معاكسة. تشبه هذه العملية عملية تضمين السعة في الاتصالات.
يتم تصنيع القلب بحيث لا يلامس سطح الاسطوانة التي تلف الملفا حولها ولهذا السبب لايوجد أي احتكاك مما يجعل هذا النوع من المحولات دقيقا جدا في عملية القياس.

## تطبيقات
يستعمل المحول التفاضلي المتغير خطيا كتغذية راجعة في ميكانيكا السيرفو والقياسات الالية في العديد من الالات والتطبيقات الصناعية كما هو الحال مع أنظمة مارك 6 للتحكم في وقود التوربينات الضخمة.